# Цамад
Цамад (осет. Цъамад) — село в Алагирском районе Республики Северная Осетия-Алания. Входит в состав Унальского сельского поселения.

## Географическое положение
Село расположено в центральной части Алагирского района, над правым склоном реки Майрамдон. Находится в 7 км к востоку от центра сельского поселения Нижний Унал, в 31 км к югу от районного центра Алагир и в 67 км к юго-западу от Владикавказа (по дороге).

## История

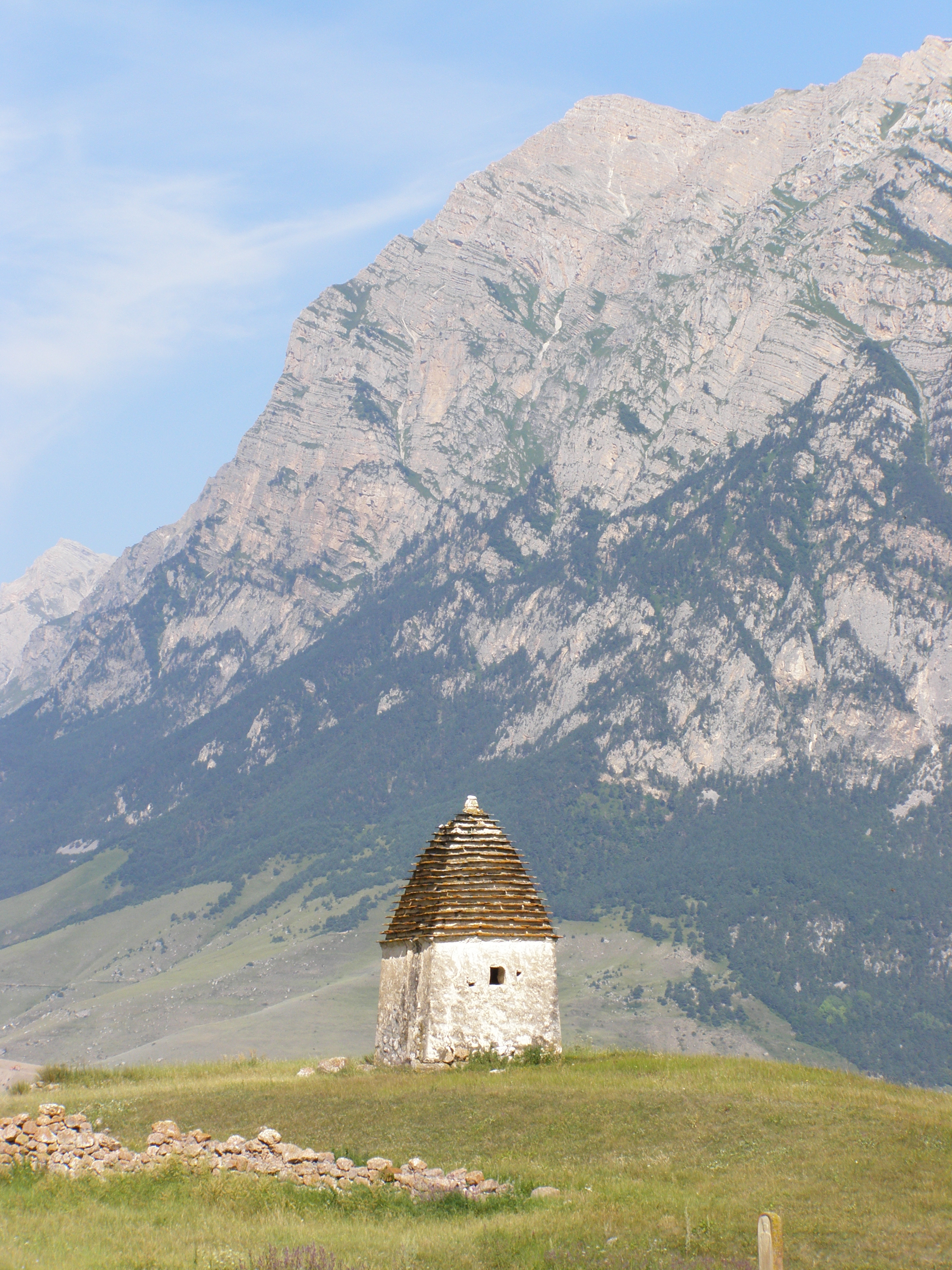
Склеп в селении Цамад

В 1614 году село стало местом боёв между армией Шаха Абасса и осетинами, в результате чего село  сильно пострадало.
По данным на 1861 год в селении Цамада было 47 дворов, с общей численностью населения в 455 человек. Основным видом деятельности жителей село было террасное земледелие и скотоводство.
В 1896 году в селе была открыта первая школа грамоты. А в 1898 году отставной подпоручик Александр Петрович Кайтов, проживавший в селе Ногкау, открыл на землях села Цамад медную руду с примесью серебро-свинца.
Наибольшего расцвета село достигло к 1910 году, когда его население превысило 700 человек. Однако после Октябрьской революции, началось медленное переселение жителей села Цамад в предгорные сёла. Последующие исторические события с каждым разом уменьшали население села. Наиболее сильно пострадали жители Цамада от репрессий 1930-х годов, когда более 15 семей лишились кормильцев. Ныне село фактически заброшено и в нём постоянно проживает всего несколько человек.

## Население
| 2002 | 2010 | 2021 |
| ---- | ---- | ---- |
| 6    | ↘2   | ↗14  |

## Достопримечательности
В окрестностях села сохранились полуразрушенная фамильная башня Черчесовых на высокой скале, фамильная башня Кайтовых, Бицоевых. Помимо башни там находится фамильный склеп Бицоевых